# 1703 Barry
1703 Barry è un asteroide della fascia principale del diametro medio di circa 9,41 km. Scoperto nel 1930, presenta un'orbita caratterizzata da un semiasse maggiore pari a 2,2149604 UA e da un'eccentricità di 0,1712963, inclinata di 4,51954° rispetto all'eclittica.
L'asteroide è dedicato all'astronomo Roger Barry (1752-1813), attivo presso l'Osservatorio di Mannheim a partire dal 1783.